# モッタ・モンテコルヴィーノ
モッタ・モンテコルヴィーノ（イタリア語: Motta Montecorvino）は、イタリア共和国プッリャ州フォッジャ県にある、人口約700人の基礎自治体（コムーネ）。

## 地理

### 位置・広がり

#### 隣接コムーネ
隣接するコムーネは以下の通り。
- チェレンツァ・ヴァルフォルトーレ
- ピエトラモンテコルヴィーノ
- ヴォルトゥラーラ・アップラ
- ヴォルトゥリーノ